# هورون شرقی، انتاریو
هورون شرقی، انتاریو (به انگلیسی: Huron East, Ontario) یک منطقهٔ مسکونی در کانادا است که در شهرستان هورون، انتاریو واقع شده‌است. هورون شرقی ۹٬۲۶۴ نفر جمعیت دارد.